# Das Mädchen mit dem leichten Gepäck
Das Mädchen mit dem leichten Gepäck (Originaltitel: La ragazza con la valigia), ein italienisches Filmdrama aus dem Jahre 1961, handelt von der Liebe eines Schuljungen zu einer Erwachsenen. Unter der Regie von Valerio Zurlini wirken Claudia Cardinale und Jacques Perrin, beide jeweils in einer frühen Phase ihrer jeweiligen Karrieren. Das Werk entstand als italienisch-französische Koproduktion der Titanus mit S.G.C. (Paris).

## Handlung
Der junge Lebemann Marcello, aus reichem Hause, ist in seinem Kabriolet unterwegs, zusammen mit der Sängerin Aida, mit der er einige Tage verbracht hat. Ihrer nun überdrüssig geworden, nutzt er bei einem Halt ihre kurze Abwesenheit, nimmt ihren Koffer aus dem Wagen und fährt davon. Er wohnt in einer Villa nahe Parma – die Mutter verstorben, der Vater verreist, werden er und sein 16 Jahre alter Bruder Lorenzo von einer Tante beaufsichtigt. Bald klingelt Aida bei ihnen. Marcello schickt Lorenzo vor, um sich verleugnen zu lassen. Sein Bruder hat Mitgefühl mit der verzweifelten Aida und gerät in den Bann der jungen, schönen Frau. Er bringt sie zu einem Gasthaus, wo sie mit ihrem Koffer fürs Erste unterkommt.
Aida erzählt dem Jungen, dass sie ihren Lebensunterhalt als Sängerin in einem Musikensemble bestritt und mit dessen Leiter Piero verbunden war, bis Marcello sie mit Komplimenten und hohlen Versprechen einer Plattenkarriere gelockt hat. Lorenzo, der Privatunterricht bei einem Pfarrer bekommt, vernachlässigt seine Hausaufgaben, nutzt die lückenhafte Aufsicht durch die Tante, um Zeit bei Aida zu verbringen, und überlässt ihr etwas Geld. An einem Abend, an dem er sturmfrei hat, lädt er Aida in die Villa ein, lässt sie speisen und erlaubt ihr, ein Bad zu nehmen. Darauf quartiert er sie auf seine Rechnung in einem Hotel ein und lässt ihr ein elegantes Kleid schicken. Sind seine Zuwendungen zunächst als Wiedergutmachung für Marcellos Verhalten gedacht gewesen, ist er nun in sie verliebt, doch sie schätzt ihr Verhältnis zu ihm realistisch ein. Als er mit ihr zu einem Kinoabend verabredet ist, befindet sie sich bereits in Gesellschaft einiger wohlhabender, älterer Leute, von denen sich Aida den sozialen Aufstieg erhofft, und denen sie Lorenzo als ihren Vetter vorstellt. Er bleibt außen vor und muss zusehen, wie sie mit einem Verehrer tanzt. Durch sein nächtliches Fernbleiben kommt seine Tante hinter die Sache mit Aida.
Aida verrät Lorenzo, dass sie ein uneheliches Kind hat, dessen Vater verstorben ist. Sie hat inzwischen Piero angerufen, um sich mit ihm zu versöhnen und wieder in seine Gruppe aufgenommen zu werden. Allerdings endet die Aussprache im Streit; Piero geht davon. Bei einem mit Lorenzo vereinbarten Treffen findet Aida nicht den Jungen vor, sondern den Pfarrer. Von diesem erfährt sie, dass Lorenzo der Bruder von Marcello ist. Der Pfarrer redet ihr ins Gewissen, nicht länger einen naiven Unmündigen auszunutzen und empfiehlt ihr, die Stadt zu verlassen. Aida reist zu Pieros Auftrittsort Rimini und sucht ihn in einem Strandbad auf. Piero hat die Nase voll von ihr, umso entzückter ist aber sein Musikerkollege Romolo. Dieser reicht ihr Spirituosen, macht Versprechungen, und bietet Geld an, ohne dass Aida von ihm angetan ist. Da geht unerwartet Lorenzo, der ihr nachgereist ist, auf Romolo los. Nur das Einschreiten anderer Männer hält Romolo davon ab, den Jungen weiter zu verprügeln. In der Dämmerung sitzen Aida und Lorenzo am Strand und kommen einander näher. Vor seiner Abreise mit einem Nachtzug überreicht er ihr einen verschlossenen Umschlag und erklärt, er habe in diesem Brief alles niedergeschrieben, was er auszusprechen nicht imstande sei. Nach seiner Abfahrt öffnet sie den Umschlag und findet darin anstelle eines Briefes Geldscheine vor. Ziellos schlendert sie durch die nächtliche Ortschaft.

## Hintergrund
Der Film weist eine fragmentierte und offene Erzählstruktur auf. Das Motiv des Sechzehnjährigen, der eine erfahrenere junge Frau liebt, hat Ähnlichkeit mit einem Thema von Zurlinis Vorgängerfilms Wilder Sommer, wo ein Zwanzigjähriger eine dreißigjährige Frau liebt.
Zunächst war die Hauptrolle für Sophia Loren vorgesehen; zu einer Zeit, als Loren und Gina Lollobrigida in internationalen Produktionen spielten und beide dem italienischen Kino fehlten, erhielt Claudia Cardinale durch ihre „wohlgeformte, heiße Schönheit“ eine Chance auf eine größere Karriere. Zu diesem Zeitpunkt war Cardinales Italienisch noch nicht ausreichend, so dass sie für die italienische Tonspur von Adriana Asti nachsynchronisiert wurde. Das Mädchen mit dem leichten Gepäck lief im Wettbewerb der Internationalen Filmfestspiele von Cannes 1961.

## Kritik
Die italienische Zeitschrift Film 1963 urteilte: „Zurlinis Kino ist sicherlich ein Hinweis auf die Reife, die er im Ausdruck erreicht hat, und seinen klugen bildnerischen Geschmack, der gehobene literarische Unterstützung erhält. Die erzählerische Ungezwungenheit von Wilder Sommer und in größerem Maß des Mädchens mit dem Koffer, wo die Figur Aida in einer Reihe bissiger und überraschender Bemerkungen zum Ausdruck kommt, fügt sich in einen kulturellen Diskurs über bestimmte wichtige Aspekte unserer Gesellschaft ein.“
In der Filmkritik erklärte Reinold E. Thiel 1962 den Film für missglückt und einen „bedauerlichen Kompromiß“. Der Regisseur gestehe der Figur des Jungen keine charakterliche Entwicklung zu, „Zurlini will garnicht, daß die Spannung, in der sich Lorenzo befindet, aufgelöst wird. Er will die Trauer einer nicht erwiderten ersten Liebe zeigen“, ähnlich François Truffauts Kurzfilm Antoine und Colette. Er habe „sich nicht genügend klargemacht, wie sehr der Held einer solchen Geschichte allein im Mittelpunkt stehen müßte.“ Zurlini und seinem unentschlossenen Drehbuch fehle „die Rigorosität, mit der Truffaut an einem einmal gefundenen Thema festhält.“ Anders als der Franzose stelle Zurlini „dem Lorenzo als gleichgewichtige Partnerin Aida gegenüber, schon im Titel des Films wird der Fehler bemerkbar, und er fühlt sich bemüßigt, auch ihre Entwicklung noch zu schildern.“ Doch Aida bleibe klischeehaft, ihr persönlicher und sozialer Hintergrund nur knapp angedeutet. „Sie ist das oftgehabte liebe, lockere traurige Mädchen aus so vielen italienischen Beinahe-Bordell-Filmen.“ Immerhin mangle es Zurlini nicht „an formaler Gestaltungskraft“, so bei Kamera und Dekoration.
Im Lexikon des internationalen Films heißt es, der Film sei „nicht ohne Spannung und stellenweise sogar voller Poesie“, könne sich aber „nicht zwischen sentimentalem Melodram, sozialer Anklage und falsch verstandener Antonioni-Tristesse entscheiden.“
Spätere Einschätzungen sind vorteilhafter ausgefallen. So meinte Di Giammatteo (1995): „Das ist einer von Zurlinis ganz fein ausgefeilten Filmen, der seinen Rang als Regisseur von erzählerischer und stilistischer Rafinesse bekräftigt. Perrin ist ein unvergesslicher Sechzehnjähriger. Die Cardinale (…) ist eine Aida von unverblümter Lebendigkeit.“ Und Tulard (2005) urteilte: „Gewiss, es ist ein Melodrama, doch es ist auch ein Film des Intimen, schwarz und verzweifelt, dem es gelingt, uns jenseits von Klischees zu berühren.“